# Calle Dernulf
Carl-Magnus Börje Dernulf, född 11 september 1965 i Uppsala, är en svensk programledare och discjockey som arbetade på Sveriges Radio mellan 1988 och 2011.
Calle Dernulf började sända närradio på MRS våren 1982. 1988 började han arbeta på Radio Västernorrland och efter att ha frilansat och medverkat i Smultron och tång så fick han senare arbete i Luleå för att producera Radioapparaten i P3. 
1993 flyttade han till Växjö och senare även Göteborg för att sända programmet Musikjournalen. 
4 januari 1995 sändes första programmet av P3 Dans med Calle Dernulf som programledare och producent. 1996 startade han tillsammans med kollegan Germund Stenhag programmet P3 Klubb. Skillnaden mellan P3 Dans och P3 Klubb var att det senare inte innehöll några intervjuer utan mer musik och byggde på samspelet mellan programledarna. P3 Klubb lades ned i december 2005 och P3 Dans gick samma öde till mötes i januari 2011.  
Calle Dernulf arbetade även som producent för P3 Populär mellan 2007 och 2011. Han har producerat Sommar i P1 och arbetat på PSL på SVT. Han frilansar och föreläser bland annat om den elektroniska klubbmusikens historia. Dernulf har varit discjockey sedan våren 1981 och spelar på klubbar runtom i Sverige och övriga Norden.Tillsammans med skivbolaget EMI sammanställde han två samlingsalbum med house och techno som gavs ut 2000 och 2001. Sedan 2011 producerar Dernulf, tillsammans med Martin Halinowski, elektronisk musik under namnet Svida.

## Diskografi
- 2000 - En Linje / Calle Dernulf Samlar House
- 2001 -  En Linje / Calle Dernulf Samlar Techno
- 2012 -  Svida / Mad Science
- 2012 -  Svida / Hold it
- 2013 -  Svida / Dirty Disco